# Zusatzweiterbildung Betriebsmedizin
Die Zusatzweiterbildung Betriebsmedizin ist eine in der Musterweiterbildungsordnung der deutschen Bundesärztekammer von 2018 (MWBO) aufgeführte Zusatzweiterbildung im Bereich Betriebsmedizin für Fachärzte in einem Gebiet der unmittelbaren Patientenversorgung.
Die Inhalte der Zusatz-Weiterbildung Betriebsmedizin sind integraler Bestandteil der Weiterbildung zum Facharzt für Arbeitsmedizin.

## Definition
Die Zusatzweiterbildung Betriebsmedizin umfasst in Ergänzung zu einer Facharztkompetenz die Wechselbeziehungen zwischen Arbeits- und Lebenswelten einerseits sowie Gesundheit und Krankheiten andererseits. Im Mittelpunkt steht dabei der Erhalt und die Förderung der physischen und psychischen Gesundheit und Leistungsfähigkeit des arbeitenden Menschen, die Gefährdungsbeurteilung der Arbeitsbedingungen, die Vorbeugung, Erkennung und Behandlung arbeitsbedingter Erkrankungen und Berufskrankheiten.

## Mindestanforderung
Um die Bezeichnung Betriebsmedizin führen zu dürfen, müssen Ärzte
- über die Facharztanerkennung in einem Gebiet der unmittelbaren Patientenversorgung verfügen und
- eine Kurs-Weiterbildung in Arbeitsmedizin/Betriebsmedizin mit einem Umfang von 360 Stunden absolviert haben[2] und zusätzlich
- 1200 Stunden betriebsärztliche Tätigkeit bei einem Weiterbildungsermächtigten absolviert haben (die betriebsärztliche Tätigkeit kann ersetzt werden durch 9 Monate Weiterbildung an anerkannten Weiterbildungsstätten).

Bei der Anmeldung zur Weiterbildungsprüfung müssen der zuständigen Ärztekammer  sämtliche Nachweise über die erfüllten Mindestanforderungen vorgelegt werden. Dazu gehören auch die Logbuch-Dokumentationen über alle durch die MWBO vorgegebenen Inhalte der Weiterbildung.

## Inhalte der Weiterbildung
Zur Weiterbildungsprüfung muss man darlegen können, dass man Kenntnisse, Erfahrungen und Fertigkeiten unter anderem in folgenden Bereichen erlangt hat:
- Wesentliche Gesetze, Verordnungen, Regeln und Empfehlungen, insbesondere Arbeitsschutzgesetz, Arbeitssicherheitsgesetz, Verordnung zur arbeitsmedizinischen Vorsorge und Präventionsgesetz
- Duales Arbeitsschutzsystem durch den Staat und die Träger der Gesetzlichen Unfallversicherung
- Betriebliche Organisationsstrukturen und Ablaufprozesse
- Beratung von Arbeitgebern, Beschäftigten und deren Interessenvertretungen im Fall arbeitsbedingter Gefährdung der Gesundheit einschließlich psychischer Belastung und Beanspruchung
- Beratung über gesundheitsgerechtes Verhalten im Ausland einschließlich der Expositionsprophylaxe, gesundheitliche Einschränkungen sowie bei Reisen während der Schwangerschaft
- Arbeitsmedizinische Diagnostik
- Primärprävention
  - Betriebs- und Arbeitsplatzbegehung, Arbeitsplatzbeurteilung, Gefährdungsbeurteilung
  - Beratung zu Maßnahmen der Verhaltensprävention, Präventionsberatung
  - Beratung zur Auswahl von persönlichen Schutzausrüstungen, z. B. beim Umgang mit Gefahrstoffen
  - Durchführung von Maßnahmen der Infektionsprophylaxe im Betrieb
  - Organisation der Ersten Hilfe im Betrieb
- Sekundärprävention
  - Früherkennungsuntersuchungen bei Risikofaktoren und arbeitsbedingten Erkrankungen
  - Vorsorgeuntersuchungen gemäß Verordnung arbeitsmedizinischer Vorsorge
  - Eignungsuntersuchungen und -beurteilungen nach entsprechenden Rechtsverordnungen einschließlich verkehrsmedizinischer Untersuchungen
- Tertiärprävention
  - Beratung zum betrieblichen Eingliederungsmanagement
  - Beratung zur Arbeitsplatzgestaltung bei Beschäftigten, z. B. mit chronischen Erkrankungen und bei leistungsgewandelten Beschäftigten
- Arbeitsbedingte Erkrankungen einschließlich Berufskrankheiten
  - Meldung des Verdachts von Berufskrankheiten gemäß SGB VII
- Arbeitstoxikologie
  - Biomonitoring am Arbeitsplatz
  - Beurteilung chemischer Belastungen und Beanspruchungen
  - Beratung beim Umgang mit Gefahrstoffen
- Arbeit und psychische Gesundheit
  - Beurteilung psychischer Belastungen und Beanspruchungen
  - Beratung und Begleitung im Rahmen betrieblicher Suchtprävention
- Koordination von Präventionsdienstleistern im Betrieb.[1]

Die Inhalte der Musterweiterbildungsordnung sind allerdings nur eine Empfehlung für die rechtsverbindlichen Weiterbildungsordnungen der Landesärztekammern, die hiervon abweichende Regelungen treffen können.